# Оружейная башня
Оруже́йная ба́шня (ранее — Коню́шенная) — башня северо-западной части стены Московского Кремля, расположена между Боровицкой и Комендантской башнями. Возведена в 1490-х годах. Изначально автором проекта считали архитектора Пьетро Антонио Солари, однако со второй половины XX века большинство учёных склоняются к тому, что строительством руководил Алевиз Фрязин Старый. Башню неоднократно реставрировали: в начале XVII века на верхних площадках были созданы бойницы навесного типа, а в 1686-м добавлен каменный шатёр с дозорной вышкой и позолоченным флюгером.
Изначально башня называлась Конюшенной — по существовавшим на этом месте в XVII—XVIII веках проездным воротам к Конюшенному приказу. Современное название она получила в 1851 году после постройки на месте приказа здания Оружейной палаты. С 1990-го башня является объектом культурного наследия России и охраняется как часть ансамбля Московского Кремля, внесённого в список ЮНЕСКО.

## История

### Строительство
Башня была возведена в 1490-х годах как промежуточная башня Московского Кремля. Несмотря на то, что точная дата постройки не известна, существует несколько версий её возникновения. Ранее считалось, что строительством Оружейной башни, как и других башен северо-западной Кремлёвской стены, руководил миланский архитектор Пьетро Антонио Солари. Однако начиная со второй половины XX века большинство историков предполагают, что башня была построена уже после смерти архитектора в 1493 году Алевизом Фрязином, заканчивающим постройки, начатые Солари. Первым делом мастер провёл гидротехнические работы и укрепил берега реки — к концу XV века земля у примыкающих стен стала превращаться в заболоченную пойму из-за глинистого берега реки Неглинной. После выполненных работ земля могла выдерживать массивные сооружения и не сползать.
Оружейная башня представляла собой фортификационное сооружение: как и другие башни Кремля, она функционировала как самостоятельная крепость, в которой защитники могли продолжать оборону даже в том случае, если соседние башни были взяты врагами. Для этого прямоугольную в плане конструкцию оборудовали боевыми ярусами и бойницами для фронтального и фланкирующего огня. Попасть на башню из крепости было невозможно, а с наружной стороны её окружали овраги и пруды, куда жители окрестностей сбрасывали мусор. Венчал башню позолоченный флюгер. Внутренняя планировка двухъярусная, помещения смыкаются перекрытыми сводами. Вход в нижний ярус расположен со стороны Кремля. Завершалась башня зубцами с бойницами и деревянной скатной крышей, которую впоследствии заменили на типовой кирпичный парапет с ширинками.

### XVII век
В начале XVII века на верхней площадке были созданы машикули — бойницы навесного боя, находящиеся под наклоном на первом этаже для лучшего обзора подножия башни. Спустя столетие их за ненадобностью заложили кирпичом. В настоящее время следы машикулей можно увидеть снаружи, возле нижнего четверика башни.
Согласно описи ветхостей 1667 года, к тому времени многие башни кремлёвской стены требовали капитального ремонта. Однако выгодное расположение на возвышенном сухом месте позволило конструкции Оружейной башни хорошо сохраниться — в описи она фигурирует «без порух». С 1676 по 1686 год здание перестраивалось: добавился каменный шатёр с дозорной вышкой и позолоченным флюгером. Надстройки позволили обозревать окрестности и предупреждать о пожарах, которые были частым явлением в Москве XVII века. В это же время в башне появились проездные ворота, предназначенные для доступа к царскому Конюшенному двору, с чем и связано первое название башни — «Конюшенная». Проход просуществовал до начала XVIII века, а при его уничтожении произошёл излом наружного фасада, заметно испортивший внешний вид здания. Особенно отчётливо излом виден на Сигизмундовом плане Москвы. Историк Сергей Бартенев вспоминал:
Еще красивее девственно стройный верх Оружейной башни, с его изяществом линий и соразмерностью форм. Эта красота верха как-бы искупает исключительную уродливость нижней части Оружейной башни.

### XVIII век
В 1701 году император Пётр I провёл ревизию крепостных сооружений Кремля: был составлен подробный отчёт о всех постройках, а также выполнены измерения каждой башни. У Оружейной башни были указаны следующие параметры: длина 3,5 саженей (6,4 метра), ширина — 3,25 саженей (5,9 метра), высота — 20,3 саженей (37,1 метра). Судя по сохранившимся записям того времени, черепица была зелёного цвета. Об этом свидетельствуют данные о закупках свинца — его муравленье (глазуровка) даёт зелёный оттенок.
В 1707 году Оружейная башня была укреплена для отражения возможного нападения шведской армии: у подножия насыпали земляные валы и возвели бастионы. После победы российской армии в Северной войне и переноса столицы в Санкт-Петербург военные укрепления оказались заброшенными. В 1790-х была предпринята попытка перестроить бастионы, однако в результате ремонта разлив реки Неглинной возле Боровицкой и Оружейной башен превратился в болото. Военные постройки были ликвидированы только в XIX веке, следы от их конструкций сохранились и по настоящее время.

### XIX век
Перед коронацией Александра I в 1801 году началась масштабная реставрация территорий Кремля. Сносом ветхих построек и ремонтом полуразрушенных башен руководил начальник Дворцового Ведомства Пётр Валуев. В результате проведённых работ площадка и парапеты Оружейной башни были выстланы лещадью, проведены водосточные трубы, обветшавшие части заменены новыми, а сам шатёр покрыт глазурованной черепицей.
В отличие от многих других построек Московского Кремля, Оружейная башня не пострадала во время оккупации Москвы Наполеоном в 1812 году — подведённые под её фундамент мины не взорвались. В 1813-м строение было осмотрено инженер-полковником Сазоновым и архитектором Иваном Еготовым на предмет «оставленных мин для разряда оных» и нанесённого урона. По результатам проверки башня находилась в удовлетворительном состоянии, но прилегающие к ней стены были признаны сильно обветшавшими. В 1821 году одна из прилегающих к Боровицкой башне стен была укреплена контрфорсами.
В начале XIX века у стен башни по-прежнему находились остатки петровских бастионов, использовавшиеся зимой как горки для катаний. В 1821 году река Неглинная по проекту архитектора Осипа Бове была заключена «в трубу» — перекрытый сводом кирпичный канал, а пойму засыпали землёй. Тогда же ликвидировали и остатки бастионов. Вскоре на этом месте был разбит Александровский сад, разделённый на несколько частей. Та из них, которая прилегала к Оружейной башне, называлась Вторым Александровским садом и была обнесена декоративной решёткой и высокой позолоченной оградой, выполненной по проекту архитектора Евгения Паскаля. Для публики сад открыли в 1823 году.
В 1840 году соседний с башней Конюшенный двор был разобран для строительства нового здания Оружейной палаты. В 1851-м Конюшенную башню переименовали в Оружейную — в честь построенного музея-хранилища. Несмотря на то, что с середины XIX века рядом с башней располагались оружейные мастерские, самому зданию не нашлось функционального применения. Как вспоминал генерал Михаил Фабрициус, Оружейная башня «была не занята ничем… поэтому можно было только любоваться её характерными формами с выступными балконами вокруг».
В 1864 году башню решили отреставрировать, работы поручили архитектору Петру Герасимову. Изначально предполагалась только замена кирпичной кладки стен парапетов и обветшавших частей башни, перекройка платформы лещадью белого камня, а также реконструкция лестницы. Однако в результате тщательного изучения трещин на цоколе в план реставрации включили покрытие шпиля и шатра новой черепицей, замену флюгера, а также кровельные и кузнечные работы на крыше. В ходе реставрации были переделаны цоколь, пояса, карнизы, арки, дуги. Парапет с правой стороны наружного фасада был удлинён для устранения кособокости нижней части, однако необходимый эффект не был достигнут и окна кажутся расположенными ближе к левой стороне. С внешней стороны к башне примыкает фундамент бастиона XVIII века, возведённого по инициативе Петра I.
В 1894 году археолог князь Николай Щербатов провёл раскопки у Боровицкой башни. В ходе работ он обнаружил в прясле стены между Боровицкой и Оружейной башнями есть арочный пролёт без фундамента, в XVII—XVIII веках он выходил к Конюшенному двору. Учёный пришёл к выводу, что сооружение было построено для стока почвенных вод на месте глубокого оврага, спускающегося к Неглинной. Также, по мнению археолога, между Боровицкой и Оружейной башнями существовал проход внутри стен, однако его остатков обнаружить не удалось. Исследование Щербатова стало одной из первых комплексных работ по изучению Кремля.

### XX век
В начале XX века Пётр Бартенев сделал замеры башни, согласно которым её высота составляла 14,5 сажени (30,9 метра), периметр основы — 14 саженей (29,9 метра), высота низа — 7 саженей (14,9 метра), высота верха — 7 саженей (14,9 метра), а число этажей — 4. Башня не пострадала ни во время артобстрела Кремля осенью 1917 года, ни во время налётов немецкой авиации в 1941—1942 годах. В 1973—1981 годах в здании проводилась реставрация под руководством архитекторов Алексея Воробьёва и Алексея Хамцова, в результате которой восстановили белокаменный декор и заменили ветхие детали. После окончания работ башню покрыли силикатной краской и водоотталкивающей эмульсией.

## Современность
Современный вид Оружейной башни сохранил формы XVI века и соответствует измерениям начала XX века, сделанным Петром Бартеневым. Однако башня не является функциональной: из-за отсутствия отопления и водопровода здание не может использоваться. В ходе кремлёвской реконструкции 2017—2018 года на Оружейной башне укрепили и очистили белокаменное навершие, отреставрировали декоративные элементы надстройки башни и металлического шара, обновили флюгер на башне. По состоянию на 2018 год у исследователей по-прежнему нет данных о тайниках Оружейной башни и устройстве её подземных частей. По словам советника директора ФСО России Сергея Девятова, предположительно, данные по строительству и устройству башен Кремля были засекречены и уничтожены.